# Аргуэльо, Матиас
Мати́ас Самуэ́ль Аргуэ́льо Фегейре́до (исп. Matías Samuel Argüello Figueredo; род. 13 августа 2006) — парагвайский футболист, защитник клуба «Олимпия».

## Клубная карьера
Аргуэльо — воспитанник клуба «Такуари». 14 апреля 2024 года в матче против «Олимпии» он дебютировал в парагвайской Примеры. 28 ноября в поединке против Спортиво Триниденсе Матиас забил свой первый гол за «Такуари». В начале 2025 году Аргуэльо подписал контракт с «Олимпией» из Асунсьона. 18 мая в матче против 2 мая он дебютировал за новую команду. 

## Международная карьера
В 2025 году в составе молодёжной сборной Парагвая Аргуэльо принял участие в молодёжном чемпионате Южной Америки в Венесуэле. На турнире он сыграл в матчах против сборных Перу, Бразилии, Аргентины, а также дважды против Уругвая и Чили. 